# Le Héros (nouvelle)
Pour les articles homonymes, voir Le Héros.
Le Héros (titre original : The Hero) est le titre d'une nouvelle de George R. R. Martin, parue pour la première fois en février 1971 dans le magazine Galaxy Science Fiction. Elle est incluse dans le recueil original Chanson pour Lya (A Song for Lya and Other Stories), regroupant dix histoires de Martin, publié en février 1976 puis traduit en français et publié en octobre 1982 dans le recueil paru aux éditions J'ai lu. Elle fait également partie du recueil R.R.étrospective (GRRM: A RRetrospective), publié en septembre 2003.